# 本多光忠
本多 光忠（ほんだ みつただ、生没年不詳）は、戦国時代の武将。本多忠俊の子。通称 修理亮、八郎。

## 略歴
永禄3年（1560年）桶狭間の戦いでしんがりを務め家康を守った。永禄6年（1563年）の三河一向一揆では功を立て三河池尻の地を与えられた。墓所は豊川市伊奈町のお松見。